# 790-ті
Раннє Середньовіччя, початок Епохи вікінгів. У Східній Римській імперії правили Костянтин VI та Ірина Афінська. Франкським королівством правив Карл Великий, з 800 року як Римський імператор. Північна частина Апеннінського півострова належала Карлу Великому, Папа Римський управляв Римською областю, на південь від неї існувало кілька незалежних герцогств, Візантія зберігала за собою деякі території на півночі та півдні Італії. Більшу частину Піренейського півострова займав Кордовський емірат, на північному заході лежало християнське королівство Астурія. В Англії тривав період гептархії. Центр Аварського каганату лежав у Паннонії. Існували слов'янські держави князівство Карантанія як васал Франкського королівства та Перше Болгарське царство.
В арабському халіфаті тривало правління Аббасидів, в Магрибі та Іспанії існували незалежні мусульманські держави. У Китаї тривало правління династії Тан. Індія була роздробленою, почалося піднесення буддійської держави Пала. В Японії завершився період Нара, розпочався період Хей'ан. У степах між Азовським морем та Аралом існував Хазарський каганат. Степи на північ від Китаю займає Уйгурський каганат, тюрки мігрували на захід.
На території лісостепової України в VIII столітті виділяють пеньківську й празьку археологічні культури. У VIII столітті тривало швидке розселення слов'ян. У Північному Причорномор'ї співіснують різні кочові племена, зокрема булгари, хозари, алани, авари, тюрки.

## Події
- Упродовж десятиліття Франкське королівство вело війни з саксами. Наслідком Саксонських воєн було включення земель саксів у королівство й охрещення їхніх жителів. Союзниками франків у цих війнах були слов'янські племена ободричів та велетів.
- Після включення земель баварів до Франкського королівства в 780-х сусідами франків стали авари, що мешкали в Паннонії. Франки завдали їм кількох важких поразок, що ослабило їх перед тиском слов'ян та булгарів.
- Франки також брали участь у Реконкісті, підтримували повстання в Кордовському еміраті, заснували пограничний пояс Іспанську Марку.
- 799 року Папа Римський Лев III попросив заступництва у Карла Великого через змову проти нього впливових римлян. Карл повернув Папу на Святий Престол.
- На Різдво 800 року Папа Римський Лев III проголосив короля франків та лангобардів Карла Великого римським імператором.
- Крім військових здобутків, Карл Великий піклувався про становлення своєї держави, порядок у ній та освіту своїх підданих, будував палац і собор у своїй столиці Аахені, збирав до себе вчених мужів.
- 797 року Ірина Афінська змістила з візантійського трону й осліпила свого сина Костянтина VI й почала правити від свого імені.
- 793 року вперше на землі Нортумбрії напали вікінги. Надалі вони мало не щорік здійснювали спустошливі морські походи на узбережжя Британії, Ірландії та Франкського королівства.
- 795 — кінець понтифікату Папи Адріана I.
- 795 — початок понтифікату Папи Лева III.